# Don Procopio

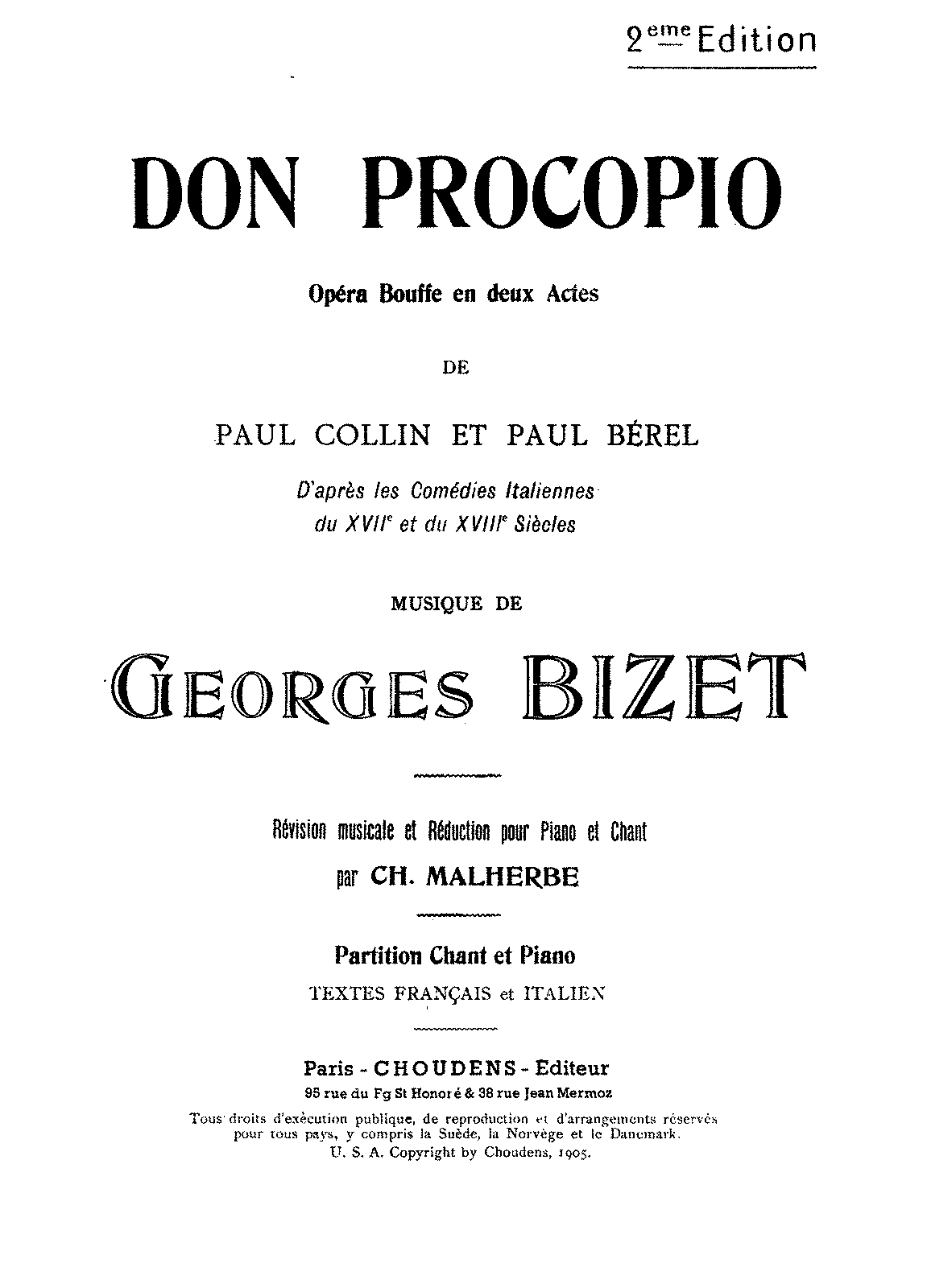

《Don Procopio》는 프랑스의 작곡가 조르주 비제(Georges Bizet)의 오페라 작품이다. 그는 이 작품을 로마 유학시절인 1859년에 작곡하였다. 비제의 생전에 초연되지는 못했으며, 그의 사후인 1908년에 초연이 이루어졌다.